# Bledius stabilis
Bledius stabilis är en skalbaggsart som beskrevs av Thomas Casey 1889. Bledius stabilis ingår i släktet Bledius och familjen kortvingar. Inga underarter finns listade i Catalogue of Life.